# ドミトリー・クリュコフ
ドミトリー・ヴィタリエヴィチ・クリュコフ（ロシア語: Дмитрий Витальевич Крюков、Dmitrii Vitarievich Kryukov、1960年10月8日 - 2009年4月14日）は、ロシアのプログラマー、システムエンジニア、実業家。ウリヤノフスク出身。検索エンジン「Rambler（ランブレル）」の創設者の一人。
モスクワ器械技術アカデミー通信技術・計測部門を修了し、1987年電気機器設計技師号を取得する。1990年、ベルリンでプログラマーおよびシステムエンジニアの資格を取得する。1994年から2005年までロシア科学アカデミー極小組織生化学物理学研究所、コンピュータ技術センターなどに勤務した。
1996年検索エンジン「Rambler（ランブレル）」の開発・設計に当たる。また、クリュコフは、Ramblerの名前とロゴをデザインしている。2000年ランブレル・インターネット・ホールディング社取締役会副議長に就任。2001年スタック・グループ社、スタック・テクノロジー社で勤務。新たに検索エンジン「Turtle」の開発に携わっていた。公職としては、ロシア・インターネットアカデミー会員など。